# Te Umanibong
Te Umanibong o museu Cultural de Kiribati és un museu situat a la localitat de Bikenibeu, a Tarawa, Kiribati inaugurat l'any 1991. Mostra tota mena d'artefactes i objectes de significat històric i cultural pel país. El museu disposa d'una hectàrea i mitja de terreny de propietat pública.